# Faust Gual Dons i Torrella
Faust Gual Dons i Torrella, també conegut com a Faust Gual de Torrella (Palma, 1823-1895) fou un aristòcrata i polític mallorquí.
Pertanyia a una família aristocràtica molt arrelada a Mallorca. Bernat de Torrella havia estat el primer virrei de Mallorca i el seu germà, Ramon de Torrella, el primer bisbe.
Durant la darrera etapa del regnat d'Isabel II, Gual de Torrella fou elegit diputat a Corts l'any 1864 pel districte de Manacor i el 1867 pel de Palma.
Després de la revolució de 1868, va militar en el partit carlista i va aconseguir popularitzar les idees tradicionalistes a l'illa. Esclatada la tercera guerra carlina, fou apresat al castell de Bellver i més tard desterrat a Càceres.
Fou el cap de Comunió Tradicionalista a Mallorca des del 1891 fins a la seva mort, substituint el marquès de Reguer. Fou convidat a les noces de Carles VII amb Berta de Rohan.
A les eleccions generals espanyoles de 1893 tornar a ser elegit diputat pel districte de Palma. A la seva mort el substituí com a cap regional carlí Felip Villalonga Mir i Despuig.